# Кот (Глодянский район)
Кот (рум. Cot) — село в Глодянском районе Молдавии. Наряду с сёлами Кухнешты, Бисериканы, Мовилены и Сергиены входит в состав коммуны Кухнешты.

## География
Село расположено на высоте 55 метров над уровнем моря.

## Население
По данным переписи населения 2004 года, в селе Кот проживает 50 человек (23 мужчины, 27 женщин).
Этнический состав села:
| Национальность | Число жителей | Процентный состав |
| -------------- | ------------- | ----------------- |
| молдаване      | 50            | 100,0             |
| Всего          | 50            | 100 %             |